# Farewell Song
Farewell Song – album będący kolekcją utworów koncertowych i outtake'ów wokalistki Janis Joplin i zespołów których była członkiem. Został wydany na początku roku 1982. Członkowie z pierwszego zespołu Joplin – Big Brother & the Holding Company, wyrazili niezadowolenie z faktu, iż muzyka w ich utworach została zmieniona, a do nagrań wynajęto nowych muzyków.

## Lista utworów
1. „Tell Mama” (Janis Joplin z Full Tilt Boogie Band, na żywo) – 5:46
2. „Magic of Love” (Big Brother & the Holding Company, na żywo) – 3:02
3. „Misery'N” (Big Brother & the Holding Company, outtake) – 4:13
4. „One Night Stand” (Janis Joplin z Paul Butterfield Blues Band) – 3:07
5. „Harry” (Big Brother & the Holding Company) – 0:57
6. „Raise Your Hand” (Janis Joplin z Kozmic Blues Band, na żywo) – 3:44
7. „Farewell Song” (Big Brother & the Holding Company, na żywo) – 4:36
8. „Medley: Amazing Grace/Hi-Heel Sneakers” (Big Brother & the Holding Company, na żywo) – 2:35
9. „Catch Me Daddy” (Big Brother & the Holding Company, outtake) – 4:50